# EBCDIC
EBCDIC (ang. Extended Binary-Coded Decimal Interchange Code, rozszerzony dziesiętny kod wymiany o zapisie dwójkowym) – 8-bitowe kodowanie znaków używane do dziś, głównie w systemach IBM mainframe i midrange, a także systemach Fujitsu, Siemens, Bull i Unisys. Można w nim zapisać do 256 różnych symboli, jednak kodowanie EBCDIC występowało w wielu wersjach, odmiennych dla różnych państw. Alternatywny system ASCII wykorzystuje 7 bitów i koduje na nich 128 znaków o numerach 0–127. Rozszerzenia ASCII, takie jak CP852, CP1250, ISO-8859 wykorzystują 8. bit i numerom kodowym 128–255 przypisują nowe znaki.
Pojedynczy znak zapisywany jest na 8 bitach podzielonych na dwie części. Pierwsze 4 bity, nazywane strefą, oznaczają grupę, do jakiej dany znak należy, podczas gdy ostatnie 4 bity, zwane cyfrą, identyfikują konkretny znak.
Poniższa tabela przedstawia kody znaków w kodzie CCSID 500, który jest wariantem EBCDIC. Znaki 0x00–0x3F i 0xFF to znaki sterujące, 0x40 – spacja, 0x41 – twarda spacja, a 0xCA – miękki łącznik.
| CCSID 500 | CCSID 500 | CCSID 500 | CCSID 500 | CCSID 500 | CCSID 500 | CCSID 500 | CCSID 500 | CCSID 500 | CCSID 500 | CCSID 500 | CCSID 500 | CCSID 500 | CCSID 500 | CCSID 500 | CCSID 500 | CCSID 500 |
|           | x0        | x1        | x2        | x3        | x4        | x5        | x6        | x7        | x8        | x9        | xA        | xB        | xC        | xD        | xE        | xF        |
| --------- | --------- | --------- | --------- | --------- | --------- | --------- | --------- | --------- | --------- | --------- | --------- | --------- | --------- | --------- | --------- | --------- |
| 4x        |           |           | â         | ä         | à         | á         | ã         | å         | ç         | ñ         | [         | .         | <         | (         | +         | !         |
| 5x        | &         | é         | ê         | ë         | è         | í         | î         | ï         | ì         | ß         | ]         | $         | *         | )         | ;         | ^         |
| 6x        | –         | /         | Â         | Ä         | À         | Á         | Ã         | Å         | Ç         | Ñ         | ¦         | ,         | %         | _         | >         | ?         |
| 7x        | ø         | É         | Ê         | Ë         | È         | Í         | Î         | Ï         | Ì         | '         | :         | #         | @         | '         | =         | ”         |
| 8x        | Ø         | a         | b         | c         | d         | e         | f         | g         | h         | i         | «         | »         | ð         | ý         | þ         | ±         |
| 9x        | °         | j         | k         | l         | m         | n         | o         | p         | q         | r         | ª         | º         | æ         | ¸         | Æ         | ¤         |
| Ax        | µ         | ~         | s         | t         | u         | v         | w         | x         | y         | z         | ¡         | ¿         | Ð         | Ý         | Þ         | ®         |
| Bx        | ¢         | £         | ¥         | ·         | ©         | §         | ¶         | ¼         | ½         | ¾         | ¬         | \|        | ¯         | ¨         | ´         | ×         |
| Cx        | {         | A         | B         | C         | D         | E         | F         | G         | H         | I         |           | ô         | ö         | ò         | ó         | õ         |
| Dx        | }         | J         | K         | L         | M         | N         | O         | P         | Q         | R         | ¹         | û         | ü         | ù         | ú         | ÿ         |
| Ex        | \         | ÷         | S         | T         | U         | V         | W         | X         | Y         | Z         | ²         | Ô         | Ö         | Ò         | Ó         | Õ         |
| Fx        | 0         | 1         | 2         | 3         | 4         | 5         | 6         | 7         | 8         | 9         | ³         | Û         | Ü         | Ù         | Ú         |           |